# Jacques Bergerac
Jacques Bergerac (Biarritz, 26 de mayo de 1927 - Anglet, 15 de junio de 2014) fue un actor y empresario vascofrancés.

## Carrera

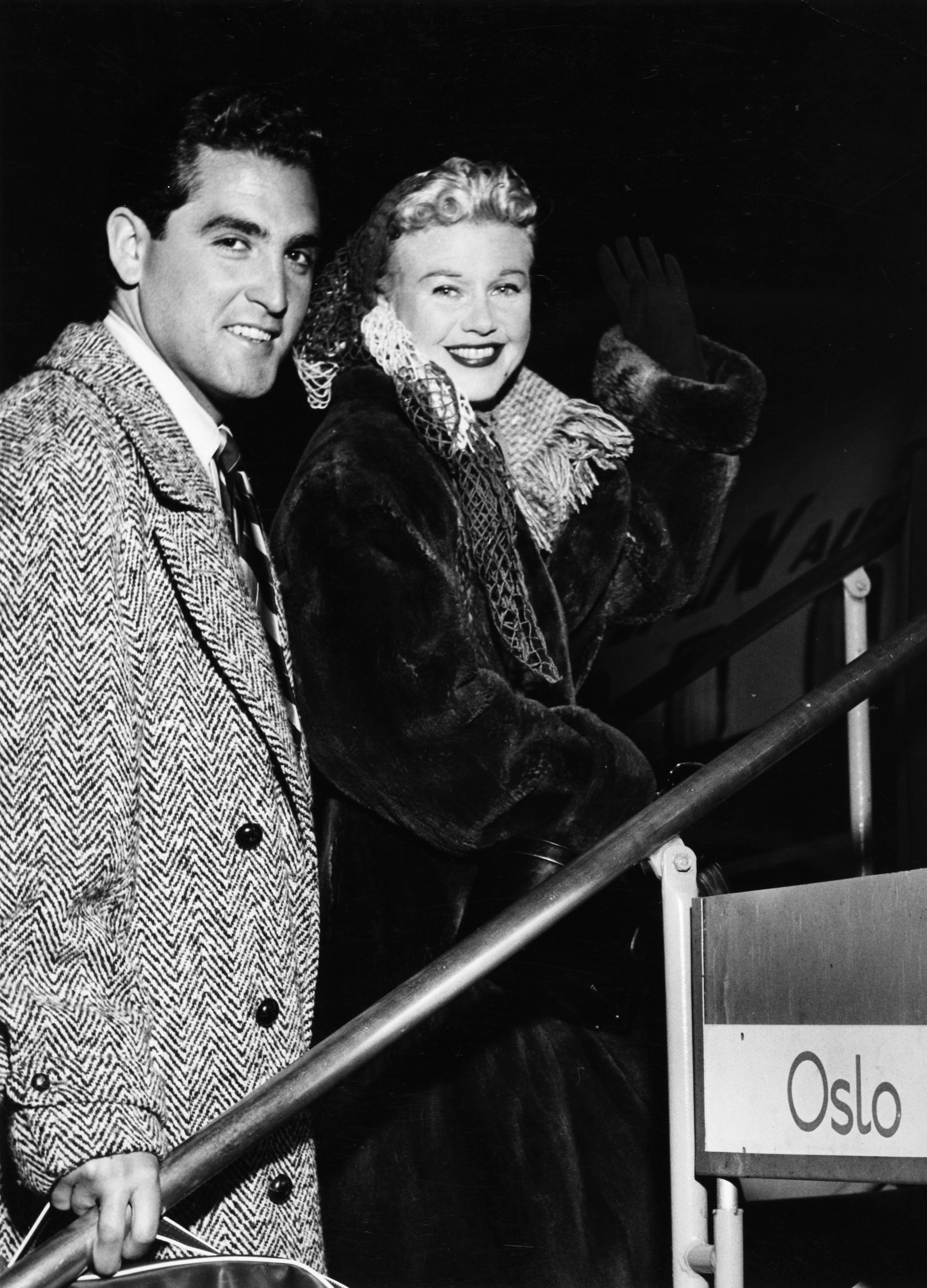
Bergerac con Ginger Rogers en la década de los 50

Jacques Bergerac nació en 1927 en Biarritz, hijo de Alice (apellido de soltera, Romatet) y Charles Bergerac.
Bergerac era estudiante de derecho cuando se encontró casualmente en unas vacaciones con Ginger Rogers en Francia. Le consiguió una prueba de cámara para la the Metro-Goldwyn-Mayer y apareció en el film La bella desconocida (1954). También apareció como Armand Duval en la producción televisiva de Camille para Kraft Television Theatre. 
En Strange Intruder (1956), comparte cartel con Edmund Purdom e Ida Lupino y en Les Girls (1957), le tocó uno de los papeles principales. También aparece en Gigi (1958), El desfiladero de la muerte (1959), la película de terror de culto El ojo diabólico (1960) y Un biberón en la ONU (1964). En 1957, recibió el Globo de Oro como el mejor actor revelación extranjero.
Apareció en un puñado más de películas y en televisión en series como The Millionaire, Batman, 77 Sunset Strip, Alfred Hitchcock Presents (tres episodios), The Lucy Show, Get Smart, The Dick Van Dyke Show y Perry Mason. Su última aparición fue un episodio en The Doris Day Show en 1969, para después dejar el mundo del espectáculo y convertirse en jefe de la oficina de Parías de Revlon y de Perfumes Balmain. También fue director del equipo de rugby Biarritz Olympique desde 1980 hasta 1981.

## Vida personal
Bergerac se casó con la actriz Ginger Rogers en febrero de 1953 y se divorciaron en julio de 1957. En junio de 1959, se casó con la actriz Dorothy Malone en Hong Kong, donde estaban rodando el film El último viaje. Tuvieron dos hijas Mimi y Diane para divorciarse en diciembre de 1964.

## Filmografía
| Año  | Título en español                 | Título original                  | Director                           |
| ---- | --------------------------------- | -------------------------------- | ---------------------------------- |
| 1954 | La bella desconocida              | Beautiful Stranger               | David Miller                       |
| 1956 | María Antonieta, reina de Francia | Marie-Antoinette reine de France | Jean Delannoy                      |
| 1956 | Strange Intruder                  | Strange Intruder                 | Irving Rapper                      |
| 1957 | Les Girls                         | Les Girls                        | George Cukor                       |
| 1958 | Un homme se penche sur son passé  | Un homme se penche sur son passé | Willy Rozier                       |
| 1958 | Gigi                              | Gigi                             | Vincente Minnelli                  |
| 1959 | El desfiladero de la muerte       | Thunder in the Sun               | Russell Rouse                      |
| 1960 | El ojo diabólico                  | The Hypnotic Eye                 | George Blair                       |
| 1961 | Fear No More                      | Fear No More                     | Bernard Wiesen                     |
| 1962 | Una domenica d'estate             | Una domenica d'estate            | Giulio Petroni                     |
| 1962 | The Fury of Achilles              | The Fury of Achilles             | Marino Girolami                    |
| 1964 | Un biberón en la ONU              | A Global Affair                  | Jack Arnold                        |
| 1965 | El millón de dólares              | Hard Time for Princes            | Ettore Scola                       |
| 1965 | Taffy and the Jungle Hunter       | Taffy and the Jungle Hunter      | Terry O. Morse                     |
| 1966 | Operación Lady Chaplin            | Missione speciale Lady Chaplin   | Alberto De Martino y Sergio Grieco |
| 1966 | The Unkissed Bride                | The Unkissed Bride               | Jack H. Harris                     |